# اچ‌ام‌اس سی۸
اچ‌ام‌اس سی۸ (به انگلیسی: HMS C8) یک زیردریایی بود که طول آن ۱۴۳ فوت ۲ اینچ (۴۳٫۶۴ متر) بود. این زیردریایی در سال ۱۹۰۷ ساخته شد.